# Room Noises
Room Noises é o primeiro álbum de estúdio da banda de indie rock Eisley. Foi lançado no dia 8 de Fevereiro de 2005 pela Reprise Records. Foi inicialmente disponível nos formatos de CD e vinil, sendo que somente 1000 cópias foram prensadas nesse último formato, devido à problemas contratuais com a Warner Brothers. Em 2006, o iTunes e a Amazon disponibilizaram cópias digitais do álbum para download.

## Lista de Faixas
| N.º            | Título                          | Duração |  |
| 1.             | "Memories"                      | 3:27    |  |
| 2.             | "Telescope Eyes"                | 3:03    |  |
| 3.             | "I Wasn't Prepared"             | 3:22    |  |
| 4.             | "Golly Sandra"                  | 3:29    |  |
| 5.             | "Marvelous Things"              | 3:31    |  |
| 6.             | "Brightly Wound"                | 3:38    |  |
| 7.             | "Lost at Sea"                   | 3:38    |  |
| 8.             | "My Lovely"                     | 3:26    |  |
| 9.             | "Just Like We Do"               | 3:09    |  |
| 10.            | "Plenty of Paper"               | 3:21    |  |
| 11.            | "One Day I Slowly Floated Away" | 3:35    |  |
| 12.            | "Trolley Wood"                  | 3:22    |  |
| Duração total: | Duração total:                  | 41:01   |  |

| Faixa Bônus    |                                                                                       |         |  |
| N.º            | Título                                                                                | Duração |  |
| 13.            | "Lost at Sea (Remix)" (Disponível somente nas primeiras cópias promocionais do álbum) | 3:31    |  |
| Duração total: | Duração total:                                                                        | 44:32   |  |

## Pessoal
| Eisley - Sherri DuPree Bemis – Guitarra rítmica, vocal, produção - Stacy DuPree King - Teclados, vocal, produção - Chauntelle DuPree D'Agostino - Guitarra solo, vocal, produção - Weston DuPree - Bateria, produção - Jonathan Wilson - Baixo, produção Produzido por - Rob Schnapf (Faixas 01, 03, 09, 10 e 11) - Rob Cavallo (Faixas 02, 07 e 12) - Aaron Sprinkle (Faixa 05) - John Shanks (Faixa 06) - Eisley (Faixas 04 e 08) | Gravado por - Doug Boehm (Faixas 01, 03, 09, 10 e 11) - Doug McKean (Faixas 02, 07 e 12) Mixado por - Jerry Finn Masterização - Brian Gardner no Bernie Grundman Mastering A&R - Craig Aaronson Design e Fotos - Boyd DuPree - Justin Stephens |